# 1967年の日本競馬
1967年の日本競馬（1967ねんのにほんけいば）では、1967年（昭和42年）の日本競馬界についてまとめる。馬齢は旧表記で統一する。
1966年の日本競馬 - 1967年の日本競馬 - 1968年の日本競馬

## できごと

### 1月 - 3月
- 1月6日 - 第6回アジア競馬会議がタイ・バンコクで開かれ、日本中央競馬会から山野冨次郎常務理事らが出席する[1]。
- 1月29日 - この月から2月にかけて、北海道日高地区と千葉県の一部で鼻腔肺炎ウイルスによる馬の伝染性流産が流行する[1]。
- 2月12日 - 降雪のため、中央競馬1回東京6日開催が中止となる[1]。
- 3月1日 - 中津競馬場のスタンドの落成式が行われる[1]。

### 4月 - 6月
- 4月1日 - 全学共闘会議のストライキのため、この日から2日まで中山・阪神での競馬開催を中止。2日に予定されていた桜花賞は施行競馬場を京都競馬場に変更して30日に延期された[1]。
- 4月4日 - 銀座サービスステーションが完成する[1]。
- 4月8日 - 全学共闘会議のストライキのため、9日までの中山・阪神競馬開催が中止される。9日に予定されていた皐月賞は30日に延期された[1]。
- 4月15日 - 全学共闘会議のストライキのため、16日までの中山・京都競馬開催が中止される。ストライキは22日に解決した[1]。
- 4月30日 - 延期となっていた桜花賞と皐月賞が同日開催で施行。八大競走では史上初にしてまた史上唯一の同日開催となった。同日には中山競馬場でNHK杯も開催され同一競馬場での1日2重賞となった。なお、前日29日には天皇賞・春が開催されたが、2日連続での八大競走開催も史上初にして史上唯一の事例であった。
- 5月6日 - 錦糸町サービスステーションが竣工する[1]。
- 5月14日 - 中央競馬はこの年の東京優駿の入場券をすべて前売りとし、入場制限を施した[1]。

### 7月 - 9月
- 7月13日 - 福島競馬場で創設50周年記念式典が行われる[1]。
- 8月9日 - 札幌競馬場で創設60周年記念式典が行われる[1]。
- 8月31日 - 中山競馬場のスタンドE棟が完成、またバス道路をまたぐ歩道橋も完成する[1]。
- 9月18日 - 本年限りでサラブレッドの生産をやめる下総御料牧場が、繁殖牝馬5頭をすべて売却する[1]。
- 9月19日 - 京都競馬場の軌道高架橋と駐車場が完成する[1]。

### 10月 - 12月
- 10月12日 - 福山競馬場でスタンドの落成式が行われる[1]。
- 11月11日 - アメリカ合衆国ローレル競馬場で行われたワシントンDCインターナショナルにスピードシンボリが出走、5着となる[1]。
- 12月1日 - 高知県競馬組合が設立される[1]。
- 12月20日 - 競走保健研究所の病理研究室が竣工する[1]。

## 競走成績

### 中央競馬の主な競走
- 第55回天皇賞（春）（京都競馬場・4月29日） 優勝 : スピードシンボリ（騎手 : 野平祐二）
- 第27回桜花賞（京都競馬場・4月30日）優勝 : シーエース（騎手 : 高橋成忠）
- 第27回皐月賞（中山競馬場・4月30日）優勝 : リユウズキ（騎手 : 郷原洋行）
- 第28回優駿牝馬（オークス）（東京競馬場・5月13日) 優勝 : ヤマピツト（騎手 : 保田隆芳）
- 第34回東京優駿（日本ダービー）（東京競馬場・5月14日) 優勝 : アサデンコウ（騎手 : 増沢末夫）
- 第8回宝塚記念（阪神競馬場・7月2日）優勝：タイヨウ（騎手：内藤繁春）
- 第28回菊花賞（京都競馬場・11月12日） 優勝 : ニツトエイト（騎手 : 伊藤竹男）
- 第56回天皇賞（秋）（中山競馬場・11月23日） 優勝 : カブトシロー（騎手 : 久保田秀次郎）
- 第12回有馬記念（中山競馬場・12月24日） 優勝 : カブトシロー（騎手 : 大崎昭一）

### 中央競馬・障害
- 第58回中山大障害（春）（中山競馬場・6月11日）優勝 : クニハヤヒメ（騎手 : 関口健太郎）
- 第59回中山大障害（秋）（中山競馬場・12月3日）優勝： ヤマニンダイヤ（騎手：鶴留明雄）

## 表彰

### 啓衆社賞
- 年度代表馬・最優秀5歳以上牡馬 スピードシンボリ
- 最優秀3歳牡馬 タケシバオー
- 最優秀3歳牝馬 ヤマトダケ
- 最優秀4歳牡馬 リユウズキ
- 最優秀4歳牝馬 ヤマピット
- 最優秀5歳以上牝馬 タマクイン
- 最良スプリンター オンワードヒル
- 最優秀障害馬 ヤマニンダイヤ
- 最優秀アラブ ミスハマノオー

## 誕生
この年に生まれた競走馬は1970年のクラシック世代となる。

### 競走馬
- 2月22日 - メジロムサシ
- 3月9日 - ヤマニンウエーブ
- 3月12日 - アサヒマロツト
- 3月21日 - イエローゴッド
- 4月3日 - ジュピック
- 4月6日 - ダテテンリュウ
- 4月10日 - アローエクスプレス
- 4月11日 - ディクタス
- 5月8日 - タマミ、クリアアンバー
- 5月9日 - タニノムーティエ
- 5月18日 - イコマエイカン
- 5月27日 - パーソナリティ
- 6月4日 - クニノハナ

### 人物
- 2月21日 - 池田孝調教師（川崎）
- 3月5日 - 谷口一明騎手（JRA）
- 3月6日 - 上籠勝仁騎手（JRA）
- 3月21日 - 武藤善則騎手、調教師（JRA）
- 4月10日 - 松永幹夫騎手、調教師（JRA）
- 6月10日 - 関本浩司騎手、調教師（水沢）
- 9月7日 - 小牧太騎手（JRA）
- 9月17日 - 久保田貴士調教師（JRA）
- 10月24日 - 澤佳宏騎手、調教師（大井）
- 11月9日 - 堀宣行調教師（JRA）
- 11月21日 - 藤本三郎騎手（福山）

## 死去

### 競走馬
- 4月22日 - ケニイモア
- 9月3日 - ボストニアン
- 12月17日 - キーストン